# Bad Ischl
Bad Ischl é uma cidade da Alta Áustria, no distrito de Gmunden. É uma estância termal e turística situada no centro da região de Salzkammergut, nas margens do rio Traun. Em 2006 tinha uma população de 14.106 habitantes.